# Teatr Misterium z Wrocławia
Teatr Misterium – grupa teatralna powstała we Wrocławiu na początku lat 70. XX wieku.

## Historia
Założycielem i liderem tej grupy teatralnej był Janusz Potężny. Charakter grupy i metodę pracy nad spektaklem inspirował Jerzy Grotowski i jego Teatr Laboratorium. Niektórzy spośród współtwórców Teatru Misterium uczestniczyli w warsztatach Grotowskiego. Część z nich (działalność Teatru w latach 1976-80) wywodziła się z Teatru Kalambur. Teatr zaczynał swą działalność we wrocławskim kościele św. Idziego, następnie działał w piwnicach kościoła św. Marcina i w piwnicach pod PAX-em przy ul. Kuźniczej, w końcu – w piwnicy na Placu Solnym.

## Ważne spektakle Teatru Misterium
- Bramy Raju według Jerzego Andrzejewskiego – debiut Teatru i główna nagroda na toruńskim festiwalu Start ’72 oraz na belgradzkim Festiwalu Medium ’73
- Versuchte Pferde (Zarażone konie) według Tadeusza Borowskiego – nagroda za reżyserię dla Janusza Potężnego od Konstantego Puzyny na VIII Łódzkich Spotkaniach Teatralnych oraz duży sukces w czasie Dni Kultury Polskiej w Brnie w 1975 roku
- Biesy według Fiodora Dostojewskiego – spektakl wypracowywany przez wiele lat i pokazywany w konspiracji, gdyż nie został zatwierdzony przez cenzurę
- Aber Guter Mann według Kazimierza Moczarskiego – spektakl grany w roku 1978  był pierwszym spektaklem przygotowanym w Piwnicy Pod Paxem, powstał w 35. rocznicę powstania w Getcie Warszawskim, pokazywany był również oficjalnie w ramach Studenckich Konfrontacji Teatralnych we Wrocławiu.
- Abisal według Rafała Wojaczka
- Gołębie według Isaaca Bashevisa Singera

## Ludzie związani z Teatrem Misterium
Janusz Potężny, Anna Sautycz-Kramarczyk, Beata Tyrka, Zbigniew Maćkowiak, Zenon Synoracki, Jerzy Doleżal, Bożena Zaporowicz, Dorota Kruszka, Stergios Perdikis, Peno Panajomdis, Anna Wilga, Ewa Kwiatkowska, Wacek Ropiecki, Izabela Zosel, Helena Gleichgewicht, Waldemar Sobecki, Joanna Mikołajczyk, Edwin Bąkowski, Irena Kowalska, Waldemar Wróblewski, Zbigniew Laskowski, Izabella Laskowska, Renata Pałys, Ryszard Szymon, Edward Wielkoszyński, Ewa Sokół-Malesza, Grażyna Pawlaczyk, Wojciech Gruszczyński, Anatol Borowik, Krzysztof Pulkowski, Wiesław Śliwa, Henryk Bilski, Piotr Pilecki, Agnieszka Matysiak, Iwona Nowicka, Małgorzata Sapalska, Lech Stasiewicz, Krzysztof Truss, Krzysztof Zdybał, Roman Szczygielski, Jerzy Małecki, Michał Wyczałkowski.